# Arteria profunda brachii
De arteria profunda brachii of diepe armslagader is een grote slagader die ontspringt uit het achterste mediale gedeelte van de bovenarmslagader. De oorsprong van dit vat bevindt zich aan de onderste rand van de musculus teres major.

## Verloop
De arteria profunda brachii volgt het traject van de nervus radialis. Aanvankelijk loopt dit vat naar achteren (posterior) tussen de mediale en laterale kop van de musculus triceps brachii. Vervolgens gaat het traject doorheen een groeve in het opperarmbeen (humerus) waarin ook de nervus radialis loopt. In deze groeve zijn zowel de nervus radialis als de arteria profunda brachii bedekt door het caput laterale van de musculus triceps brachii. Het verloop doorheen deze groeve brengt de slagader naar lateraal (de buitenzijde van het lichaam). Daar dringt de slagader doorheen het septum intermusculare brachii laterale (een septum is een bindweefselige laag rondom spiervezels die ervoor zorgt dat een spier in compartimenten verdeeld wordt). Vervolgens daalt de arteria profunda brachii tussen de musculus brachioradialis en de musculus brachialis naar de voorzijde van de epicondylus lateralis van het opperarmbeen. De arteria profunda brachii vormt ten slotte een netwerk met de arteria recurrens radialis.